# Megastes olivalis
Megastes olivalis là một loài bướm đêm trong họ Crambidae.